# Stand-up (dziennikarstwo)
Stand-up – w dziennikarstwie telewizyjnym, wejście na antenę dziennikarza, który własnymi słowami – przygotowanymi z góry lub improwizowanymi – opisuje sytuację lub komentuje problem.
Stand-upy mogą być realizowane na żywo – na przykład podczas relacji z ważnego, bieżącego wydarzenia – lub mogą stanowić integralny element przygotowanego wcześniej, puszczanego z taśmy materiału – najczęściej relacji reporterskiej w programach informacyjnych.
Stand-up najczęściej stanowi element odautorskiego komentarza dziennikarza realizującego materiał, może więc wyraźniej oddawać jego subiektywny punkt widzenia. Zazwyczaj jednak stand-up, w przeciwieństwie do felietonu jest bardzo krótki, co utrudnia przekazywanie bardziej złożonych treści. Mimo tego ograniczenia, niektórzy dziennikarze, np. Tomasz Sianecki, wyspecjalizowali się w przygotowywaniu ostrych, dowcipnych komentarzy, zbliżonych formą do felietonu prasowego.
W wypadku wejść na żywo, stand-up ma zwykle formę dialogu pomiędzy relacjonującym reporterem a prowadzącymi w studiu.
W wypadku relacji z miejsc, do których nie może dotrzeć ekipa z pełnym sprzętem do transmisji satelitarnych (np. strefy wojny, miejsca odległych katastrof naturalnych), telewizje takie jak BBC czy CNN posługują się coraz częściej technologią wideofoniczną – dającą znacznie większą mobilność, przy znacznie gorszej jakości przekazu.